# Giro di Lombardia
O Giro de Lombardia (em português Volta da Lombardia oficialmente Il Lombardia; também conhecida como “a clássica das folhas caídas”) é uma corrida de um dia profissional de ciclismo de estrada que disputa na região de Lombardia, na Itália, tradicionalmente no mês de outubro.
É uma das cinco provas clássicas conhecidas como "monumentos do ciclismo", junto à Milão-Sanremo, o Volta à Flandres, a Paris-Roubaix e a Liège-Bastogne-Liège. É conhecida como A clássica das folhas caídas em referência à estação outonal.
Era a última prova da extinta Copa do Mundo de ciclismo (1989-2004); desde 2005 até 2007 o foi do UCI Pro Tour e a partir do 2009 do UCI World Calendar posteriormente chamado UCI World Tour. Em 2011 a corrida foi renomeada por Il Lombardía, depois de ter sido historicamente chamada oficialmente Giro di Lombardia.
No seu início disputava-se nos primeiros dias de novembro, mas em finais da década de 1920 começou-se a correr nos últimos dias mês de outubro e posteriormente foi-se adiantando a data até meados de mês. Em 2012 disputou-se no final de setembro dando passo ao Tour de Pequim como última prova da máxima categoria, mas retornou a outubro os dois últimos anos, se disputando no primeiro domingo do mês.
O corredor com mais triunfos na prova é o italiano Fausto Coppi, com cinco vitórias (quatro delas consecutivas), seguido pelo também italiano Alfredo Binda, com quatro. Três vezes têm ganhado a corrida Costante Girardengo, Gaetano Belloni, Gino Bartali, Sean Kelly e Damiano Cunego.

## História
Começou-se a disputar em 1905. O seu desenvolvimento não foi interrompido pela Primeira Guerra Mundial mas sim pela Segunda nos anos 1943 e 1944.

### Percurso
O percurso da prova mudou-se em multidão de ocasiões, pelo que o quilometragem tem variado ainda que sempre tendo mais de 240 km. Milão, Como, Varese, Cantù e Bérgamo têm sido começo, e desde 2004 até 2010 o final da competição foi em Como; e inclusive tem chegado a começar em outro país como a edição do 2004 que começou em Mendrisio (Suíça). Desde 2011 a 2013, voltou-se a mudar o final, sendo desta vez em Lecco e desde 2014 o percurso é entre Como e Bérgamo.
A ascensão mais famosa do Giro de Lombardia é a cota de Madonna del Ghisallo. Em sua cume encontra-se um altar com um pequeno museu que contém objetos e fotografias sobre ciclismo e religião. Outra subida pela que tem passado a corrida é o Muro de Sormano. Esta ascensão de 2 km de comprimento e uma pendente média de 15,8% (com rampas de 25-27%) fez-se no período 1960-1962 e depois de vários anos sem passar por ele, se recuperou em 2012 e 2013. 

#### Partidas e chegadas
A seguir mostram-se as diferentes partidas e chegadas da prova ao longo da história:
- 1905-1960: de Milão a Milão
- 1961-1984: de Milão a Como
- 1985-1989 de Como a Milão (em 1985 no Velódromo Vigorelli; do 1986 ao 1989 na Piazza Duomo)
- 1990-1994 :de Milão a Monza
- 1995-2001: de Varese a Bérgamo
- 2002: de Cantù a Bérgamo
- 2003: de Como a Bérgamo
- 2004-2006: de Mendrisio (Suíça) a Como
- 2007-2009 de Varese a Como
- 2010: de Milão a Como
- 2011: de Milão a Lecco
- 2012-2013: de Bérgamo a Lecco
- 2014-2015: de Como a Bérgamo

## Piccolo Giro de Lombardía
Desde 1911 disputa-se também o Piccolo Giro de Lombardia (oficialmente: Piccolo Giro di Lombardia), que é um Giro de Lombardia limitado a corredores sub-23. 
As suas primeiras edições foram amador até que em 2005 se incorporou ao circuito profissional do UCI Europe Tour, na categoria 1.2 (última categoria do profissionalismo).
Tem uns 70 km menos de traçado com respeito à de sem limitação de idade.

## Palmarés
| Ano                                                              | Vencedor                 | Segundo                | Terceiro             |
| ---------------------------------------------------------------- | ------------------------ | ---------------------- | -------------------- |
| 1905                                                             | Giovanni Gerbi           | Giovanni Rossignoli    | Luigi Ganna          |
| 1906                                                             | Cesare Brambilla         | Carlo Galetti          | Luigi Ganna          |
| 1907                                                             | Gustave Garrigou         | Ernesto Azzini         | Luigi Ganna          |
| 1908                                                             | François Faber           | Luigi Ganna            | Giovanni Gerbi       |
| 1909                                                             | Giovanni Cuniolo         | Omer Beaugendre        | Louis Trousselier    |
| 1910                                                             | Giovanni Micheletto      | Luigi Ganna            | Luigi Bailo          |
| 1911                                                             | Henri Pélissier          | Giovanni Micheletto    | Cyrille Van Hauwaert |
| 1912                                                             | Carlo Oriani             | Enrico Verde           | Maurice Brocco       |
| 1913                                                             | Henri Pélissier          | Maurice Brocco         | Marcel Godivier      |
| 1914                                                             | Lauro Bordin             | Giuseppe Azzini        | Pierino Piacco       |
| 1915                                                             | Gaetano Belloni          | Paride Ferrari         | Gaetano Caravaglia   |
| 1916                                                             | Leopoldo Torricelli      | Camillo Bertarelli     | Alfredo Sivocci      |
| 1917                                                             | Philippe Thys            | Henri Pélissier        | Leopoldo Torricelli  |
| 1918                                                             | Gaetano Belloni          | Alfredo Sivocci        | Carlo Galetti        |
| 1919                                                             | Costante Girardengo      | Gaetano Belloni        | Henri Suter          |
| 1920                                                             | Henri Pélissier          | Giovanni Brunero       | Gaetano Belloni      |
| 1921                                                             | Costante Girardengo      | Gaetano Belloni        | Federico Gay         |
| 1922                                                             | Costante Girardengo      | Giuseppe Azzini        | Bartolomeo Aymo      |
| 1923                                                             | Giovanni Brunero         | Pietro Linari          | Federico Gay         |
| 1924                                                             | Giovanni Brunero         | Costante Girardengo    | Pietro Linari        |
| 1925                                                             | Alfredo Binda            | Battista Giuntelli     | Ermanno Vallazza     |
| 1926                                                             | Alfredo Binda            | Antonio Negrini        | Ermanno Vallazza     |
| 1927                                                             | Alfredo Binda            | Alfonso Piccin         | Antonio Negrini      |
| 1928                                                             | Gaetano Belloni          | Allegro Grandi         | Pietro Fossati       |
| 1929                                                             | Pietro Fossati           | Adriano Zanaga         | Raffaele di Paco     |
| 1930                                                             | Michele Mara             | Alfredo Binda          | Learco Guerra        |
| 1931                                                             | Alfredo Binda            | Michele Mara           | Giovanni Firpo       |
| 1932                                                             | Antonio Negrini          | Domenico Piemontesi    | Remo Bertoni         |
| 1933                                                             | Domenico Piemontesi      | Luigi Barral           | Pietro Rimoldi       |
| 1934                                                             | Learco Guerra            | Mario Cipriani         | Domenico Piemontesi  |
| 1935                                                             | Enrico Mollo             | Aldo Bini              | Gino Bartali         |
| 1936                                                             | Gino Bartali             | Diego Marabelli        | Luigi Barral         |
| 1937                                                             | Aldo Bini                | Gino Bartali           | Aimone Landi         |
| 1938                                                             | Cino Cinelli             | Gino Bartali           | Osvaldo Bailo        |
| 1939                                                             | Gino Bartali             | Adolfo Leoni           | Salvatore Crippa     |
| 1940                                                             | Gino Bartali             | Osvaldo Bailo          | Cino Cinelli         |
| 1941                                                             | Mario Ricci              | Cino Cinelli           | Severino Canavesi    |
| 1942                                                             | Aldo Bini                | Gino Bartali           | Quirino Toccaceli    |
| 1943-1944 edições canceladas por causa da Segunda Guerra Mundial |                          |                        |                      |
| 1945                                                             | Mario Ricci              | Aldo Bini              | Gino Bartali         |
| 1946                                                             | Fausto Coppi             | Luigi Casola           | Michele Motta        |
| 1947                                                             | Fausto Coppi             | Gino Bartali           | Italo De Zan         |
| 1948                                                             | Fausto Coppi             | Adolfo Leoni           | Fritz Schär          |
| 1949                                                             | Fausto Coppi             | Ferdi Kübler           | Nedo Logli           |
| 1950                                                             | Renzo Soldani            | Antonio Bevilacqua     | Fausto Coppi         |
| 1951                                                             | Louison Bobet            | Giuseppe Minardi       | Fausto Coppi         |
| 1952                                                             | Giuseppe Minardi         | Nino Defilippis        | Arigo Padovan        |
| 1953                                                             | Bruno Landi              | Pino Cerami            | Pierre Molinéris     |
| 1954                                                             | Fausto Coppi             | Fiorenzo Magni         | Mino De Rossi        |
| 1955                                                             | Cleto Maule              | Fred De Bruyne         | Angelo Conterno      |
| 1956                                                             | André Darrigade          | Fausto Coppi           | Fiorenzo Magni       |
| 1957                                                             | Diego Ronchini           | Bruno Monti            | Aurelio Cestari      |
| 1958                                                             | Nino Defilippis          | Miguel Poblet          | Michel Van Aerde     |
| 1959                                                             | Rik Van Looy             | Willy Vannitsen        | Miguel Poblet        |
| 1960                                                             | Emile Daems              | Diego Ronchini         | Marino Fontana       |
| 1961                                                             | Vito Taccone             | Imerio Massignan       | Renzo Fontona        |
| 1962                                                             | Jo de Roo                | Livio Trapè            | Alcide Cerato        |
| 1963                                                             | Jo de Roo                | Adriano Durante        | Michelle Dancelli    |
| 1964                                                             | Gianni Motta             | Carmine Preziosi       | Jos Hoevenaers       |
| 1965                                                             | Tom Simpson              | Gerben Karstens        | Jean Stablinski      |
| 1966                                                             | Felice Gimondi           | Eddy Merckx            | Raymond Poulidor     |
| 1967                                                             | Franco Bitossi           | Felice Gimondi         | Raymond Poulidor     |
| 1968                                                             | Herman Van Springel      | Franco Bitossi         | Eddy Merckx          |
| 1969                                                             | Jean-Pierre Monseré      | Herman Van Springel    | Franco Bitossi       |
| 1970                                                             | Franco Bitossi           | Felice Gimondi         | Gianni Motta         |
| 1971                                                             | Eddy Merckx              | Franco Bitossi         | Frans Verbeeck       |
| 1972                                                             | Eddy Merckx              | Cyrille Guimard        | Felice Gimondi       |
| 1973                                                             | Felice Gimondi           | Roger De Vlaeminck     | Herman Van Springel  |
| 1974                                                             | Roger De Vlaeminck       | Eddy Merckx            | Tino Conti           |
| 1975                                                             | Francesco Moser          | Enrico Paolini         | Alfredo Chinetti     |
| 1976                                                             | Roger De Vlaeminck       | Bernard Thévenet       | Wladimiro Panizza    |
| 1977                                                             | Gianbattista Baronchelli | Jean-Luc Vandenbroucke | Franco Bitossi       |
| 1978                                                             | Francesco Moser          | Bernt Johansson        | Bernard Hinault      |
| 1979                                                             | Bernard Hinault          | Silvano Contini        | Giovanni Battaglin   |
| 1980                                                             | Alfons De Wolf           | Alfredo Chinetti       | Ludo Peeters         |
| 1981                                                             | Hennie Kuiper            | Moreno Argentin        | Alfredo Chinetti     |
| 1982                                                             | Giuseppe Saronni         | Pascal Jules           | Francesco Moser      |
| 1983                                                             | Sean Kelly               | Greg LeMond            | Adri van der Poel    |
| 1984                                                             | Bernard Hinault          | Ludo Peeters           | Teun van Vliet       |
| 1985                                                             | Sean Kelly               | Adri van der Poel      | Charly Mottet        |
| 1986                                                             | Gianbattista Baronchelli | Sean Kelly             | Phil Anderson        |
| 1987                                                             | Moreno Argentin          | Eric Van Lancker       | Marc Madiot          |
| 1988                                                             | Charly Mottet            | Gianni Bugno           | Marino Lejarreta     |
| 1989                                                             | Tony Rominger            | Gilles Delion          | Luc Roosen           |
| 1990                                                             | Gilles Delion            | Pascal Richard         | Charly Mottet        |
| 1991                                                             | Sean Kelly               | Martial Gayant         | Franco Ballerini     |
| 1992                                                             | Tony Rominger            | Claudio Chiappucci     | Davide Cassani       |
| 1993                                                             | Pascal Richard           | Giorgio Furlan         | Maximilian Sciandri  |
| 1994                                                             | Vladislav Bobrik         | Claudio Chiappucci     | Pascal Richard       |
| 1995                                                             | Gianni Faresin           | Daniele Nardello       | Michele Bartoli      |
| 1996                                                             | Andrea Tafi              | Fabian Jeker           | Axel Merckx          |
| 1997                                                             | Laurent Jalabert         | Paolo Lanfranchi       | Francesco Casagrande |
| 1998                                                             | Oscar Camenzind          | Michael Boogerd        | Felice Puttini       |
| 1999                                                             | Mirko Celestino          | Danilo Di Luca         | Eddy Mazzoleni       |
| 2000                                                             | Raimondas Rumšas         | Francesco Casagrande   | Niklas Axelsson      |
| 2001                                                             | Danilo Di Luca           | Giuliano Figueras      | Michael Boogerd      |
| 2002                                                             | Michele Bartoli          | Davide Rebellin        | Oscar Camenzind      |
| 2003                                                             | Michele Bartoli          | Angelo Lopeboselli     | Dario Frigo          |
| 2004                                                             | Damiano Cunego           | Michael Boogerd        | Ivan Basso           |
| 2005                                                             | Paolo Bettini            | Gilberto Simoni        | Fränk Schleck        |
| 2006                                                             | Paolo Bettini            | Samuel Sánchez         | Fabian Wegmann       |
| 2007                                                             | Damiano Cunego           | Riccardo Riccò         | Samuel Sánchez       |
| 2008                                                             | Damiano Cunego           | Janez Brajkovič        | Rigoberto Urán       |
| 2009                                                             | Philippe Gilbert         | Samuel Sánchez         | Alexandr Kolobnev    |
| 2010                                                             | Philippe Gilbert         | Michele Scarponi       | Pablo Lastras        |
| 2011                                                             | Oliver Zaugg             | Daniel Martin          | Joaquim Rodríguez    |
| 2012                                                             | Joaquim Rodríguez        | Samuel Sánchez         | Rigoberto Urán       |
| 2013                                                             | Joaquim Rodríguez        | Alejandro Valverde     | Rafał Majka          |
| 2014                                                             | Daniel Martin            | Alejandro Valverde     | Rui Costa            |
| 2015                                                             | Vincenzo Nibali          | Daniel Moreno          | Thibaut Pinot        |
| 2016                                                             | Esteban Chaves           | Diego Rosa             | Rigoberto Urán       |
| 2017                                                             | Vincenzo Nibali          | Julian Alaphilippe     | Gianni Moscon        |
| 2018                                                             | Thibaut Pinot            | Vincenzo Nibali        | Dylan Teuns          |
| 2019                                                             | Bauke Mollema            | Alejandro Valverde     | Egan Bernal          |
| 2020                                                             | Jakob Fuglsang           | George Bennett         | Aleksandr Vlasov     |
| 2021                                                             | Tadej Pogačar            | Fausto Masnada         | Adam Yates           |
| 2022                                                             | Tadej Pogačar            | Enric Mas              | Mikel Landa          |
| 2023                                                             | Tadej Pogačar            | Andrea Bagioli         | Primož Roglič        |
| 2024                                                             | Tadej Pogačar            | Remco Evenepoel        | Giulio Ciccone       |
| 2025                                                             |                          |                        |                      |

Nota: No Giro de Lombardía de 1907, Giovanni Gerbi, foi o primeiro em cruzar a linha de meta, mas foi desclassificado por ter feito parte do percurso por trás de uma moto.

## Estatísticas

### Mais vitórias
| Ciclista                 | Vitórias | Anos                          |
| ------------------------ | -------- | ----------------------------- |
| Fausto Coppi             | 5        | 1946, 1947, 1948, 1949 e 1954 |
| Alfredo Binda            | 4        | 1925, 1926, 1927 e 1931       |
| Tadej Pogačar            | 4        | 2021, 2022, 2023 e 2024       |
| Costante Girardengo      | 3        | 1919, 1921 e 1922             |
| Gaetano Belloni          | 3        | 1915, 1918 e 1928             |
| Gino Bartali             | 3        | 1936, 1939 e 1940             |
| Sean Kelly               | 3        | 1983, 1985 e 1991             |
| Damiano Cunego           | 3        | 2004, 2007 e 2008             |
| Henri Pélissier          | 2        | 1911, 1913 e 1920             |
| Giovanni Brunero         | 2        | 1923 e 1924                   |
| Aldo Bini                | 2        | 1937 e 1942                   |
| Mario Ricci              | 2        | 1941 e 1945                   |
| Jo De Roo                | 2        | 1962 e 1963                   |
| Franco Bitossi           | 2        | 1967 e 1970                   |
| Eddy Merckx              | 2        | 1971 e 1972                   |
| Felice Gimondi           | 2        | 1966 e 1973                   |
| Roger De Vlaeminck       | 2        | 1974 e 1976                   |
| Francesco Moser          | 2        | 1975 e 1978                   |
| Bernard Hinault          | 2        | 1984 e 1984                   |
| Gianbattista Baronchelli | 2        | 1977 e 1986                   |
| Tony Rominger            | 2        | 1989 e 1992                   |
| Michele Bartoli          | 2        | 2003 e 2003                   |
| Paolo Bettini            | 2        | 2005 e 2006                   |
| Philippe Gilbert         | 2        | 2009 e 2010                   |
| Joaquim Rodríguez        | 2        | 2012 e 2013                   |
| Vincenzo Nibali          | 2        | 2015 e 2017                   |

- A negrito ciclista no activo.

### Vitórias consecutivas
- Quatro vitórias seguidas:
  -  Fausto Coppi (1946, 1947, 1948, 1949)
  -  Tadej Pogačar (2021, 2022, 2023, 2024)

- Três vitórias seguidas:
  -  Alfredo Binda (1925, 1926, 1927)

- Duas vitórias seguidas:
  -  Costante Girardengo (1921, 1922)
  -  Giovanni Brunero (1923, 1924)
  -  Gino Bartali (1939, 1940)
  -  Jo De Roo (1962, 1963)
  -  Eddy Merckx (1971, 1972)
  -  Michele Bartoli (2002, 2003)
  -  Paolo Bettini (2005, 2006)
  -  Damiano Cunego (2007, 2008)
  -  Philippe Gilbert (2009, 2010)
  -  Joaquim Rodríguez (2012, 2013)

## Palmarés por países
| País          | Vitórias | Último vencedor           |
| ------------- | -------- | ------------------------- |
| Itália        | 69       | Vincenzo Nibali em 2017   |
| Bélgica       | 12       | Philippe Gilbert em 2010  |
| França        | 12       | Thibaut Pinot em 2018     |
| Suíça         | 5        | Oliver Zaugg em 2011      |
| Irlanda       | 4        | Daniel Martin em 2014     |
| Países Baixos | 4        | Bauke Mollema em 2019     |
| Eslovênia     | 4        | Tadej Pogačar em 2024     |
| Espanha       | 2        | Joaquim Rodríguez em 2013 |
| Luxemburgo    | 1        | François Faber em 1908    |
| Reino Unido   | 1        | Tom Simpson em 1965       |
| Rússia        | 1        | Vladislav Bóbrik em 1994  |
| Lituânia      | 1        | Raimondas Rumsas em 2000  |
| Colômbia      | 1        | Esteban Chaves em 2016    |
| Dinamarca     | 1        | Jakob Fuglsang em 2020    |